# Michal Hýbek
Michal Hýbek (10. října 1957 Československo – 20. října 2003 Česko) byl český kameraman a disident v době komunistického režimu v Československu. Za totality redigoval samizdatový časopis Vokno, za což byl odsouzen roce 1980 na 18 měsíců do vězení. Udal ho kamarád Jim Čert. Ve věznici na Borech se spřátelil s Václavem Havlem. Po propuštění z kriminálu mu nebylo umožněno dokončit studia organické chemie na Přírodovědecké fakultě UK; stal se amatérským kameramanem.
V roce 1984 natočil Michal Hýbek ve spolupráci s Pavlem Bártou krátkometrážní film Snídaně. Od podzimu 1985 do zimy 1986 natáčel na Hrádečku 16mm film Dopisy Olze, který měl být překvapením k Havlovým 50. narozeninám, film byl ale dokončen později.
- Od roku 1985 vydával Karel Kyncl v Londýně videoperiodikum Videomagazín, tento počin inspiroval Františka Stárka k výrobě Videomagazínu Vokna.[5]

O natáčení „ojedinělého audiovizuálního samizdatu“ mělo zájem i seskupení kolem Václava Havla. Název jejich videoperiodika zněl Originální videojounal (OVJ). Do října 1989 bylo natočeno sedm čísel (OVJ 0–6) tohoto žurnálu. Dne 18. listopadu 1989 (den po studentské demonstraci) vznikl u Michala Hýbka („garsonka“ V Jirchářích č. 5 s WC na chodbě) krizový kameramanský štáb. Štáb fungoval čtyřiadvacet hodin denně, operovali v něm zaměstnanci Československé televize, studenti FAMU a další štáby různého původu. Střižna a distribuční centrum OVJ byly v bytě Jana Kašpara (Čajkovského ul., Praha-Žižkov). Štáb fungoval až do generální stávky, která proběhla dne 28. listopadu 1989. Do doby, než ČST začala vysílat přenosy z demonstrací a zveřejňovat nezkreslené informace o probíhajících událostech, přebral OVJ funkci oficiálního televizního zpravodajství a v této době natočil devět OVJ.
Michal Hýbek natočil celkem 14 filmů.